# Balearisk ponny
Den Baleariska ponnyn är en hästras av ponnytyp som är unik för Mallorca i Balearerna, ett örike i Spanien. Den är ganska primitiv och med rufsig päls och medan vissa menar att rasen är allt annat än vacker så finns det även de som menar att hästarna har en viss skönhet och ponnyerna är populär som ridponny på ön bland annat för barn och inom turismen, men används mest som packdjur. 

## Historia
Historien för den baleariska ponnyn är ganska luddig och obestämd men en teori är att ponnyerna utvecklats från ponnyer som kom till ön från Grekland under antiken och har samma förfäder som den lilla grekiska rasen Skyrosponny. Detta då de baleariska ponnyerna har en nästan märklig likhet med ponnyer som avbildats på gamla vaser och mynt som daterats till antikens Grekland. 
Då den spanska regeringen anser att rasen inte har några anmärkningsvärda egenskaper eller ens kan användas till att förädla andra raser så har inget intresse lagts ner på att spåra hästens historia eller på att bevara rasen. Den baleariska ponnyn avlas därför främst av lokala bönder och uppfödare. 

## Egenskaper
Rasen är ganska primitiv och har ganska sträv päls och manen stubbas ofta enligt rasstandarden men detta varierar en hel del beroende på vad hästen används till. Huvudet är oftast litet med utåtbuktande nosprofil och öron som ser något vridna ut och bak och fram i jämförelse med andra hästraser. 
På Mallorca används hästarna mycket inom lättare jordbruk och som transport- eller packdjur men ponnyn är väldigt populär som ridponny för barn och en vanlig syn på ridskolor i Balearerna och även på fastlandet i södra Spanien. Ponnyerna används även inom turismen på öarna. 